# Sömmerska

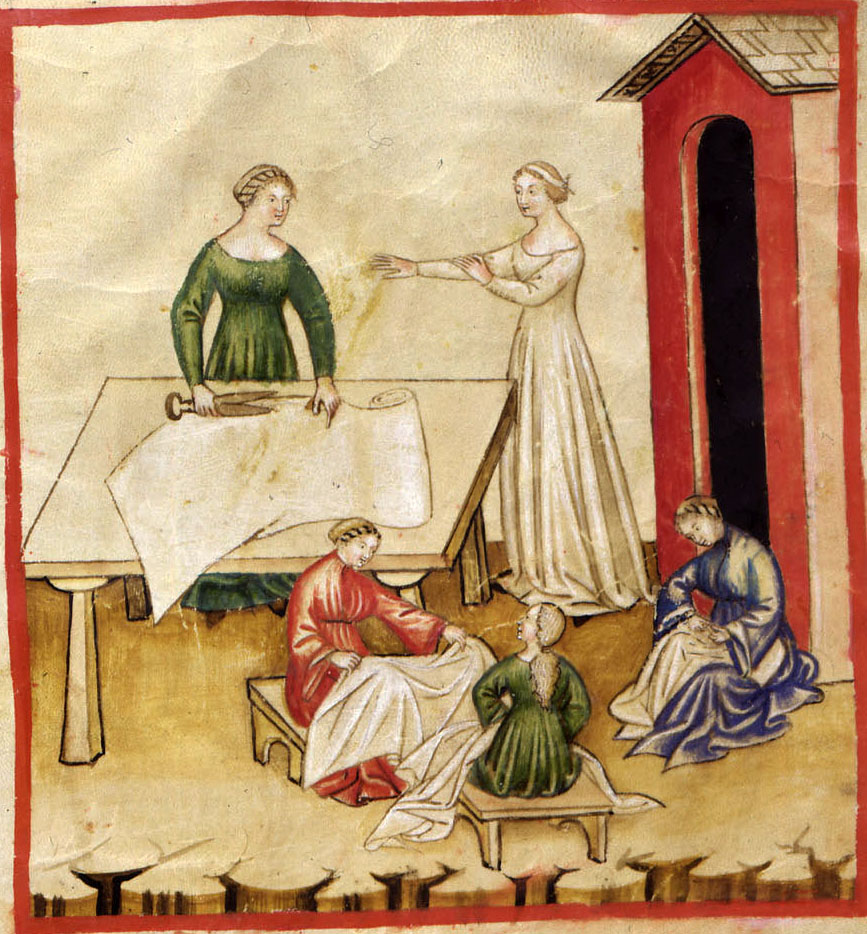
Sömmerskor, 1300-talet.

En sömmerska (även sömmare om manlig sömmerska) är en hantverkare som förfärdigar kläder på beställning. En sömmerska arbetar med lätt konfektion.

## Europa

Modehandlerskan av Pehr Hilleström, (Nationalmuseum).

Yrket som sömmerska var sedan gammalt ett vanligt och socialt acceptabelt yrke för en kvinna i Europa. Med undantag för vissa städer, som hade sömmerskeskrån, var det vanligen ett yrke som stod utanför skråväsendet. Paris och London utgjorde undantag, då sömmerskorna där hade egna skrån - i Paris det berömda Maîtresses couturières (1675-1791). Den kanske mest berömda sömmerskan i det tidigmoderna Europa var Marie-Antoinettes modedesigner Rose Bertin. 
Eftersom sömmerskor oftast stod utanför skråväsendet fick de vanligen sett endast sy delar av kläder, eller reparera och sy om gamla kläder, för att inte inkräkta på skräddarskrånas privilegier att sy hela dräkter. Att vara sömmerska var ett vanligt yrke som gick att försörja sig på, eftersom människor före 1800-talet vanligen hade få klädombyten, sällan köpte nya kläder och behövde reparera eller sy om sina gamla, och det inte var accepterat för män som inte var skräddare att reparera sina egna kläder, då sömnad - i det fall det inte var frågan om en skräddare - uppfattades som en kvinnosyssla. 
Vid upplösningen av skråväsendet i Europa under 1800-talet kunde sömmerskorna även officiellt öppna syateljéer. 

### Sverige
I Sverige var sömmerskor ursprungligen en yrkesgrupp som låg utanför skråna. Formellt sett var det endast en skräddare med burskap som hade tillstånd att sy kläder, men i praktiken blev sömmerskorna en svår konkurrent vid mitten av 1700-talet. Vid denna tid var det vanligt att sy kläder hemma, och även om de förmögnare klasserna bar kläder i så komplicerade modeller att endast en utbildad skräddare kunde sy dem, var det i praktiken vanligare att sy om gamla plagg än att sy upp helt nya.  Detta gjorde att sömmerskor blev allt värre konkurrenter till skräddarna, eftersom sömmerskornas officiella uppgift inte var att sy upp nya plagg utan att sy om gamla plagg, eller att endast sy delar av plagg. Under 1770-talet fanns det 175 sömmerskor i Stockholm, och år 1790 var endast tre av 114 skräddare i staden damskräddare.

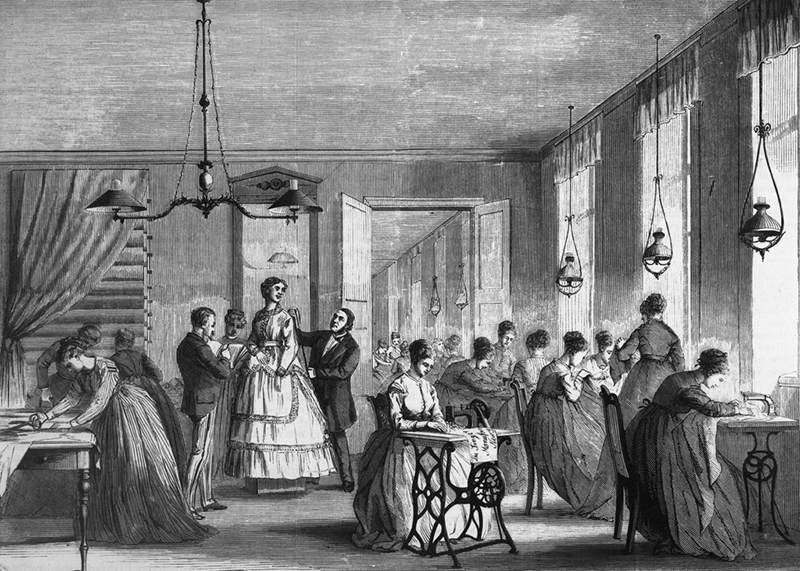
Syateljé i Stockholm år 1869.

År 1807 föreslog Kommerskollegium att skrädderinäringen skulle öppnas för kvinnor, och 1809 föreslogs rentav att skräddarnas skrå skulle avskaffas och deras yrkesutövning skulle överlämnas till sömmerskorna. Sömmerskeyrket ansågs passande och var så socialt accepterat för en kvinna att myndigheter vanemässigt tillät sömmerskor att verka. Vid sekelskiftet 1800 hade skräddare i praktiken antingen övergått till att tillverka färdiga kläder eller sy åt endast män, medan tillverkningen av damkläder överläts på sömmerskor, som från denna stund fram till skrånas avskaffande 1846 öppet började öppna syateljér. Deras medhjälpare kallades då syjungfrur snarare än lärlingar. År 1846 avskaffades skräddarskrånas privilegium även officiellt.
År 1880 bildades Föreningen för sömmerskor, 1886 Hemsömmerskor i Lund och 1890 Sömmerskornas fackförening.